# Elecciones parlamentarias de Israel de 2022
Las elecciones parlamentarias de Israel se celebraron el 1 de noviembre de 2022 para elegir a los miembros del vigésimo quinto Knéset. Los resultados dieron al bloque del ex primer ministro Benjamín Netanyahu la mayoría parlamentaria, en medio de pérdidas de los partidos árabes y de la izquierda, así como ganancias de la derecha. Tras las Elecciones parlamentarias de Israel de 2021, los siguientes comicios estaban planteadas, inicialmente y a más tardar, para el 11 de noviembre de 2025, de acuerdo con el límite de mandato de cuatro años establecido por la Ley básica del Gobierno del año 2001. El trigésimo sexto gobierno de Israel, un gobierno de unidad nacional formado por ocho partidos políticos, obtuvo la mayoría más estrecha posible (61 escaños) en la Knesset de 120 miembros. Sin embargo, a partir de la renuncia de la integrante de la Knéset Idit Silman a la coalición gobernante en abril de 2022, esta quedó sin mayoría, desencadenando los hechos que generaron las quintas elecciones anticipadas en 3 años.
El 20 de junio de 2022, luego de varias derrotas legislativas de la coalición gobernante en la Knesset, el primer ministro Naftalí Bennettt y el primer ministro suplente Yair Lapid anunciaron la presentación de un proyecto de ley para disolver la 24.ª Knesset, que fue aprobado el 30 de junio. Simultáneamente, de acuerdo con el acuerdo de rotación del gobierno que formaba parte del acuerdo de coalición de 2021, Lapid se convirtió en primer ministro, encabezando un Gobierno en funciones hasta los resultados finales de las elecciones que tuvieron lugar el 1 de noviembre.
En el contexto de la crisis política israelí de 2019-2022, esta fue la quinta elección legislativa en casi cuatro años, ya que ningún partido desde 2019 ha podido formar una coalición estable. Cuarenta partidos políticos se registraron para postularse para estas elecciones, aunque se proyectó que solo de doce a catorce partidos alcanzarían el mínimo del 3,25% para ganar al menos un escaño bajo el sistema de representación proporcional de lista cerrada de Israel para los 120 escaños de la Knesset.

## Sistema electoral
Los 120 escaños de la Knéset se eligen por representación proporcional de lista cerrada en una sola circunscripción nacional. El umbral electoral para la elección es del 3,25%.
Dos partidos pueden firmar un acuerdo de voto excedente que les permite competir por los escaños sobrantes como si estuvieran compitiendo juntos en la misma lista. El método Bader-Ofer favorece ligeramente las listas más grandes, lo que significa que es más probable que las alianzas reciban escaños sobrantes que los partidos individuales. Si la alianza recibe escaños sobrantes, el cálculo de Bader-Ofer se aplica de forma privada para determinar cómo se dividen los escaños entre las dos listas aliadas.

## Resultados
|  | 23.41 % |

|  | 17.78 % |

|  | 10.83 % |

|  | 9.08 % |

|  | 8.24 % |

|  | 5.88 % |

|  | 4.49 % |

|  | 4.07 % |

|  | 3.75 % |

|  | 3.69 % |

|  | 3.16 % |

|  | 2.90 % |

|  | 1.19 % |

|  | 0.33 % |

|  | 0.31 % |

|  | 0.29 % |

|  | 0.18 % |

|  | 99.38 % |

|  | 0.62 % |

|  | 100.00 % |

|  | 70.61 % |

## Investidura
| Candidato          | Fecha                                            | Voto |    |    |    |    |    |   |   |   |   |   | Total  |
| ------------------ | ------------------------------------------------ | ---- | -- | -- | -- | -- | -- | - | - | - | - | - | ------ |
| Benjamin Netanyahu | 29 de diciembre de 2022 Mayoría simple requerida | Sí   | 32 |    | 14 |    | 11 | 7 |   |   |   |   | 64/120 |
| Benjamin Netanyahu | 29 de diciembre de 2022 Mayoría simple requerida | No   |    | 24 |    | 12 |    |   | 5 | 5 | 5 | 4 | 56/120 |